# Шалманасар III
Шалманасар III (или Салманасар III) је био краљ Асирије од 859. до 824. п. н. е. Син је претходног краља Ашурнасирпала II.

## Стални походи
Дуго је владао и стално је водио походе против источних племена, Вавилонаца, народа Месопотамије и Сирије, као и против Кизувадне и Урартуа. Његова војска је дошла све до језера Ван и до планина Таурус. Хетити из Каркемиша су били принуђени да му плаћају данак. Покорио је краљевине Хамат и Арам Дамаск.
Против Асирије је 853. п. н. е. створена коалиција Египта, Хамата, Арвада, Амонита, Ахаба од Израела и других суседних држава. Коалицију је предводио Хададезер од Дамаска. Коалиција је победила асирску војску у бици код Каркара 853. п. н. е. Ипак Шалманасар је истрајао у својим покушајима да покори Израел и Сирију. Уследиле су и друге битке током 849 и 846. п. н. е. 

## Пет покорених краљева
Шалманасар III је поново кренуо у поход против Хададезерова наследника Хазела од Дамаска и прислио га је потражи склониште унутар зидина главог града. Шалманазар није могао да заузме Дамаск, али околну територију је похарао. Тада су краљ Израела Јеху и феничански градови били присиљени да плаћају данак Асирији, што су и учинили 841. п. н. е. 
На црном обелиску, који се данас налази у Британском музеју приказанао је 5 покорених краљева, како се клањају пред асирским краљем Шалманасаром. 
То су били:
- Суа од Гилзана, у данашњем Ирану
- Јеху од Израела
- један неименовани владар (могуће Египат)
- Мардук-апил-усур од Сухија, средњи Еуфрат, Сирија и Ирак
- Калпаранда од Патин

Иначе Вавилонију је већ био освојио, као и мочваре Халдејаца на југу. Вавилонског краља је убио.

## Грађански рат у Асирији
Шалманасар је 836. послао експедицију против Тибарена (Табал), а после тога је уследио поход на Кападокију, а 832. поход на Урарту. Већ 831. краљ је због старости заповедништво над војском предао Тартану (главнокомандујућем) Дајан-Асуру. Нинива и други градови су се побунили 826. п. н. е. Побуну је предводио његов син Асурданинпал. Грађански рат је трајао две године, а побуну је угушио други Шалманасаров син Шамшиадад V. Нешто после тога Шалманасар је умро. Саградио је палату у Калаху (Нимруд), а неколико едиција краљевских анала описивало је његове војне походе, од којих је последње уписао на Црном обелиску из Калаха.